# بهارلو

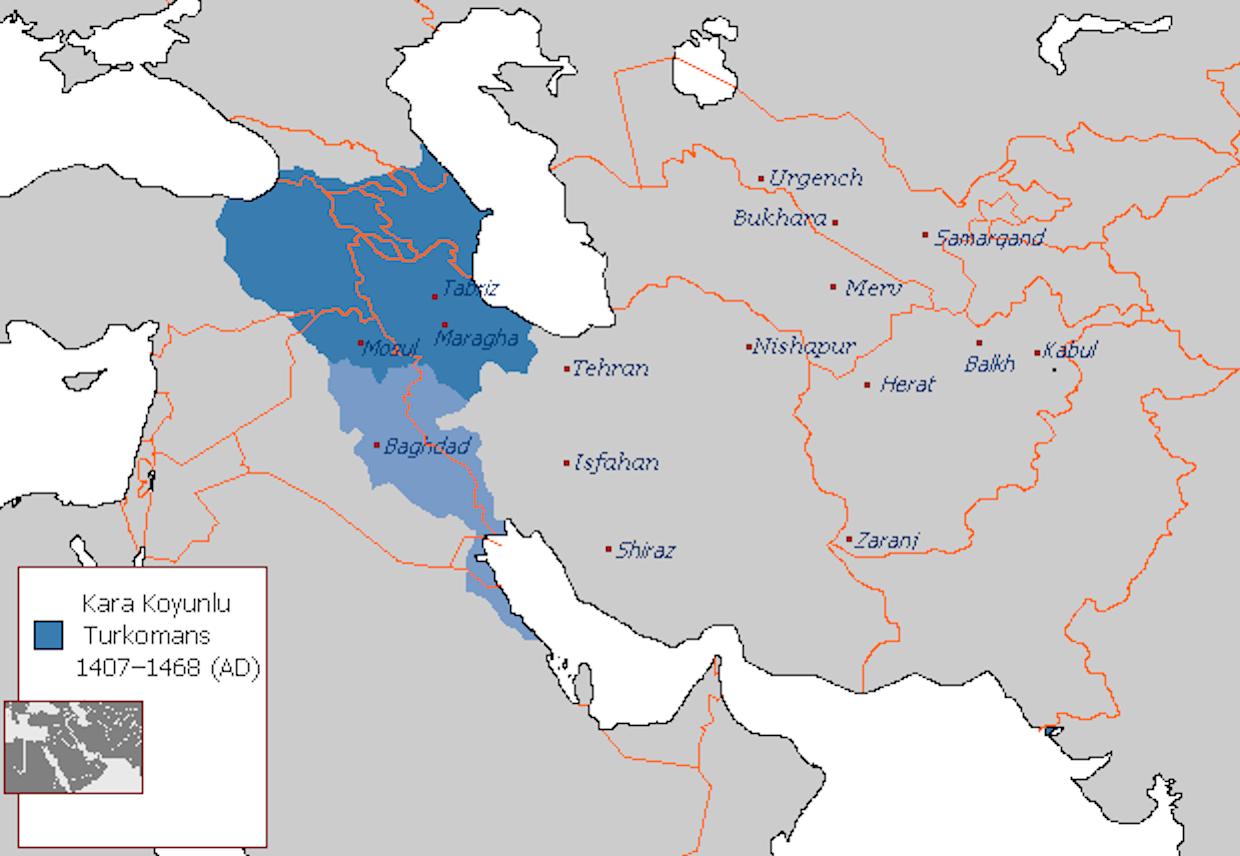
بهارلوها و قراقویونلو اصالتاً از قبیله ییوا بودند

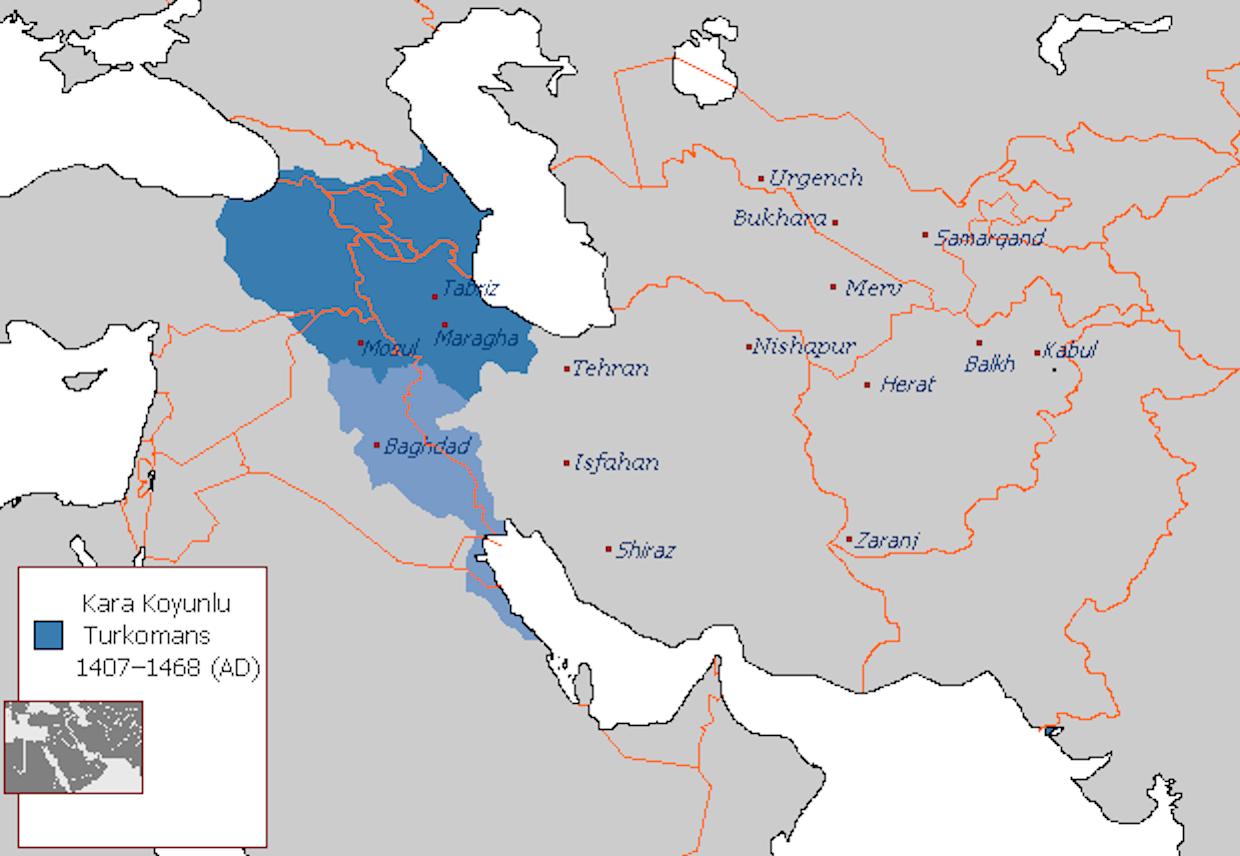
قراقیونلوها و بهارلوها اصالتاً از قبیله ییوا بودند

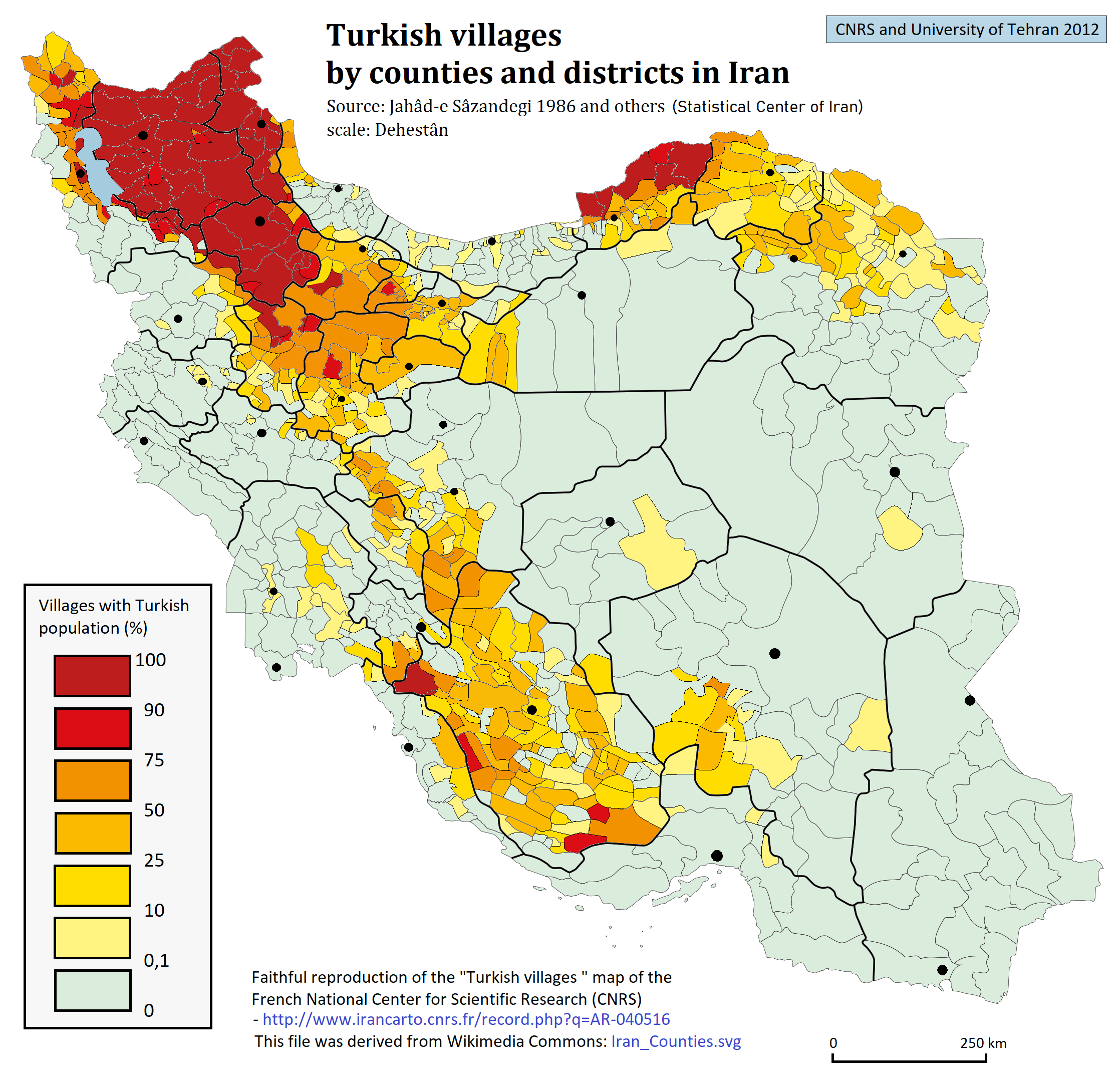
مناطق زندگی ترک‌ زبان‌های ایران

بهارلو از مهمترین ایلات ترک و جزئی از ۲۲ طایفه اوغوز و سردمداران حکومت قراقویونلو و صفویه و عضو قزلباش بوده‌اند. ایل باهارلی (یا بهارلو) یک طایفه ترک‌زبان است که نقش تاریخی مهمی در قراقویونلو و صفویان داشته است. این ایل از طوایف ترک‌نژاد است و منشاء آن به ایالات اوغوز برمی‌گردد. با این حال، برخلاف برخی ادعاها، «بهارلی» به خودی خود یکی از ۲۲ طایفه اصلی اوغوز نیست. در منابع تاریخی که اسامی ۲۲ طایفه اوغوز را می‌آورند (مثل اوغوزنامه‌ها یا نسب‌نامه‌های گنوزها)، نام مستقیمی از بهارلی دیده نمی‌شود. بر اساس نظر ولادیمیر مینورسکی، بهارلو نام دیگر طایفه «ییوا» به‌شمار می‌رود و ییوا یکی از تقسیمات اصلی اوغوز است. به عبارت دیگر، بهارلو به عنوان یک طایفه مستقل جزو ۲۲ طایفه نخستین شمرده نمی‌شود، بلکه شاخه‌ای از طوایف اصلی بوده است.
از سویی منابع تاریخی نشان می‌دهند ایل بهارلو همراه باران‌لو، سعدلو، بایرام‌لو و آلپا‌اوت‌اویماق هسته اصلی امپراتوری قراقویونلو را تشکیل می‌دادند. این نکته تأکید می‌کند که بهارلو در قالب کنفدراسیون بزرگتری حضور داشته است. پژوهشگرانی مانند مینورسکی و فاروق سومر نیز درباره این طایفه تحقیق کرده‌اند. مینورسکی در مقاله «بهارلو» خود در دائرةالمعارف اسلام اشاره می‌کند که بهارلو با طایفه باران‌لو (وابسته به ایوا) یکی است، اما فاروق سومر با استناد به منابع قراقویونلو نتیجه می‌گیرد که نشانهٔ مستندی دال بر یکی‌بودن باران‌لو و بهارلو وجود ندارد.

## نسل‌نامه و شجره‌نامه ایل بهارلو
• ایل بهارلو (Baharlu یا Baharli) از طوایف بزرگ و تاریخی ترک اوغوز است.
• طبق منابعی مانند «مینورسکی» و «رشیدالدین فضل‌الله همدانی» (در جامع‌التواریخ)، ایل بهارلو از شاخه ییوا (ایوَه/Iva) منشعب شده است.
• ییوا یکی از ۲۲ قبیله اصلی اوغوز و از نسل دنیزخان، پسر سوم اوغوزخان (بنیانگذار اسطوره‌ای ترک‌ها) می‌باشد.
• بنابراین، بهارلوها مستقیماً از نسل دنیزخان و اوغوزخان به شمار می‌آیند.
جایگاه ایل بهارلو در میان طوایف اوغوز
• ۲۲ قبیله اصلی اوغوز براساس «دیوان لغات الترک» و «شجره‌نامه ترک» دسته‌بندی شده‌اند.
• ییوا (Iva) که جد ایل بهارلوست، از طوایف با ریشه بسیار قدیمی است.
• بهارلوها یکی از شاخه‌های مهم ایوا شدند که بعدها در دوره تیموری و صفوی، نقش زیادی در تحولات ایران ایفا کردند.

## دنیزخان جد ایل بهارلو
• دنیزخان یکی از پسران اسطوره‌ای اوغوزخان است.
• اوغوزخان، بر اساس افسانه‌های ترکان اوغوز، جدّ بزرگ تمام اقوام ترک اوغوز شمرده می‌شود.
• طبق داستان‌های اسطوره‌ای (مثل دده قورقود)، اوغوزخان شش پسر داشت:
• گونخان (خورشید خان)
• آیخان (ماه خان)
• ییلدیزخان (ستاره خان)
• گؤکخان (آسمان خان)
• داگخان (کوه خان)
• دنیزخان (دریا خان)
دنیزخان رئیس یک شاخه از نسل اوغوزها شد و فرزندان و طوایف زیادی به او نسبت داده شده‌اند. یکی از این طوایف مهم، ایل ییوا (ایوه / ایوا) است.
• ایل ییوا یکی از ۲۲ طایفه‌ی بزرگ اوغوز است.
• در منابع کهن مثل شجره‌نامه ترک (Genealogy of the Turks) و آثار مورخانی چون رشیدالدین فضل‌الله همدانی، ایل ییوا از فرزندان دنیزخان معرفی شده و ایل بهارلو از ایل ییوا منشعب شده است.
• زمان شکل‌گیری این ایل به عصر افسانه‌ای اوغوزها برمی‌گردد که معادل قرون خیلی قدیم است (تقریبی ۳۰۰۰–۲۰۰۰ سال پیش به صورت اسطوره‌ای)، ولی در واقعیت تاریخی، طوایف اوغوز و ییوا به صورت مشخص و سازمان‌یافته از قرن هشتم میلادی به بعد (دوران خاقانات اولیه ترک) شناخته شدند.
• حضور تاریخی مشخص ییواها: از قرن هشتم میلادی به بعد در حوالی ترکستان و تبدیل شدن آنها به ایل باهارلی و سپس مهاجرت به ایران.

## خاستگاه پیش از ورود به ایران
پیش از سکونت در فلات ایران، شاخه‌هایی از ایل بهارلی در مناطق غربی و شمال‌غربی خاورمیانه ساکن بوده‌اند. برخی منابع قدیمی (مانند ج. مالکوم و آ. هوتوم-شیندلر) اشاره کرده‌اند که بهارلوها با تیمور از سوریه به ایران آورده شده‌اند. این دیدگاه‌های قرن نوزدهم منبع مستندی ندارند و امروزه پذیرفته‌شده نیستند. از سوی دیگر، شاهدهایی وجود دارد که نشان می‌دهد بخش‌هایی از این ایل در آناتولی مرکزی (ترکیه امروزی) ساکن بوده‌اند. مثلاً کریستیان نیبور در اواخر سدۀ هجدهم از وجود یک طایفه به‌نام بهارلو در آناتولی مرکزی خبر می‌دهد. مینورسکی نیز می‌گوید در زمان قراقویونلوها، بهارلوها در حوالی همدان سکونت داشتند. ظاهراً اجداد بهارلو پس از فتح همدان توسط قراقویوسف (۱۴۰۸م) به قفقاز و آناتولی آمده و سپس به مناطق غربی ایران (همدان و فارس) کوچ کرده‌اند. به طور کلی، می‌توان گفت پیش از استقرار نهایی در ایران (خصوصاً فارس و همدان)، این طایفه در نواحی غربی، شمال غربی ایران و آناتولی حضور داشته است.

## پراکندگی کنونی
امروزه طایفهٔ بهارلی در چند کشور پراکنده است:
ایران: بخش عمدۀ بهارلوها در استان فارس (بویژه شهرستان داراب) و استان همدان (شهرستان بهار) و استان چهارمحال بختیاری در شهرستان‌های سامان و فریدن و در استان اصفهان در شهرهای نجف آباد و امیر آباد و یزدانشهر متمرکزند. علاوه بر این، گروه‌هایی در استان‌های کرمان، خراسان، کردستان و سایر نقاط ایران زندگی می‌کنند.
ترکیه: تعدادی زیادی از بازماندگان این ایل در مناطق جنوب‌شرقی ترکیه، به‌ویژه استان دیاربکر، ساکن‌اند. (روستایی به نام «بهارلی» در این منطقه نیز وجود دارد.)
جمهوری آذربایجان: برخی اعضای طایفه در جمهوری آذربایجان پراکنده‌اند و جمعیت قابل ملاحظه ای با نام بهارلی در نقاطی مانند شهرستان آغدام آنجا دیده شده است.
کشورهای همسایه: رگه‌هایی از ایل بهارلی در بخش‌هایی از شمال عراق نیز وجود دارد. (تاریخ قراقویونلوها حکایت از کوچ بخش‌هایی از بهارلو به خراسان و دورافتادن گروه‌هایی به هند دارد، ولی حضور قابل توجهی در هند معاصر گزارش نشده است.)

## قراقویونلوها
همسر جهان‌شاه قراقویونلو خواهر امیر علی شکر بیگ بهارلو بود، پس از جهان‌شاه و با متزلزل شدن پایه‌های حکومت قراقویون‌لو، بیرام بیگ و پیرعلی بیگ فرزندان امیر علی شکر بیگ، بزرگان بهارلو و قراقویون‌لو محسوب می‌شدند، آن‌ها در صدد برآمدند با حمایت از خواهرزاده‌های خود حکومت قراقویون‌لو را حفظ نمایند لذا با حکومت‌های آق‌قویون‌لو و گورکانیان توافق نکردند. آن‌ها پس از مدتی کشمکش و جنگ با لشکرهای آق‌قویون‌لو و گورکانیان نهایتاً از سلطان حسین گورکانی در گرگان شکست خورده و کشته شدند که در پی آن فرزندان و متابعین آن‌ها به هند و نقاط مختلف ایران مهاجرت کرده و بخشی دیگر از بهارلوها در همدان  ماندند.
بخشی که به هند مهاجرت کردند در پایه‌گذاری و قدرت گرفتن حکومت گورکانیان هند نقش اصلی را به عهده داشتند، بیرام خان بهارلو مشهور به خان خانان نبیره پیرعلی بیگ، سپه‌سالار حکومت همایون گورکانی و همچنین پرورش‌دهنده و صدراعظم اکبرشاه گورکانی بود، پسرش عبدالرحیم خان نیز از وزرا و بزرگان و شاعران فارسی سرا حکومت اکبرشاه بود که در مدت اقامت بیرام خان در دربار صفویه در اصفهان متولد شد.
بخشی که در همدان ماندند به رهبری حسن بیگ شکر اوغلی (نبیره علی شکر بیگ بهارلو) ابتدا با آق‌قویون‌لوها توافق نمودند و حسن بیگ جزء رجال دربار آق‌قویون‌لو شد. در اوایل دوره صفویه و در زمان شاه اسماعیل با شکل‌گیری لشکر قزل‌باش بهارلوها هم به قزل‌باشان پیوستند. در زمان شاه عباس، خان ولی بیگ بهارلو و زمان خان بهارلو در راس این ایل بود، شاه عباس در نظر داشت قدرت قزل‌باشان را کم کند، امرای قزل‌باش را حذف کند و لشکر شاه‌سون را جایگزین نماید. در این راستا بعضی از بزرگان ترکمان، تک‌لو و ذوالقدر که از قبل هم با شاه عباس هم‌راهی نداشتند را کشت، بعضی هم متفرق شدند. در این ماجرا بهارلو نیز لطمه خورد، خان ولی بیگ کشته شد و حسن بیگ شکراوغلی (دوم) که از بزرگان بهارلو و ترکمان محسوب می‌شد به هند مهاجرت کرد.

## زمان خان بهارلو
زمان خان بهارلو در دوره صفویه (به‌ویژه زمان سلطنت شاه تهماسب اول صفوی) زندگی می‌کرد.و رئیس بخشی از ایل بهارلو و یکی از سرکردگان قزلباش‌ها بود.
زمان خان در جریان تثبیت قدرت صفویه نقش خیلی مهمی داشت، به خصوص در اداره نواحی فارس و کرمان و اصفهان.
نام زمان خان در اسناد رسمی صفوی مثل «تذکره صفویه» و گزارش‌های درباری آمده است.
مهم:
زمان خان بهارلو نشان می‌دهد که ایل بهارلو در آن دوره فقط یک طایفه نظامی نبود، بلکه یک نیروی سیاسی قدرتمند هم بوده‌است.
زمان خان بهارلو یکی از شخصیت‌های برجسته در تاریخ ایل بهارلو و دوره صفویه است که نقشی مهم در تاریخ ایران ایفا کرده است.
1. زمان خان بهارلو در دوره صفویه:
زمان خان بهارلو یکی از سرکردگان مهم ایل بهارلو بود که در زمان شاه تهماسب اول (۱۵۲۴–۱۵۷۶) فعال بود. شاه تهماسب که جانشین پدرش شاه اسماعیل اول صفوی بود، در تلاش برای تثبیت سلطنت صفوی در ایران و مقابله با دشمنان داخلی و خارجی بود. در این زمان، ایل‌های قزلباش، از جمله ایل بهارلو، نقش مهمی در پشتیبانی از شاه تهماسب داشتند.
2. نقش زمان خان در جنگ‌ها و تثبیت حکومت صفوی:
زمان خان بهارلو در بسیاری از جنگ‌های دوره شاه تهماسب نقش‌آفرین بود. در این زمان، بسیاری از قدرت‌های منطقه‌ای، از جمله امپراتوری عثمانی ، در تلاش بودند تا به امپراتوری صفوی آسیب برسانند. ایل بهارلو به عنوان یکی از بزرگ‌ترین ایل‌های قزلباش، در کنار دیگر ایل‌های قزلباش همچون ایل افشار و ایل شاملو به صفویه کمک کردند.
• درگیری‌های عثمانی: یکی از مهم‌ترین چالش‌ها برای صفویه در این دوران جنگ‌های مستمر با عثمانی‌ها بود. زمان خان بهارلو در برخی از این جنگ‌ها حضور داشت و در دفاع از مرزهای صفوی‌ها به ویژه در مناطقی مانند آذربایجان و شمال غرب ایران نقش اساسی داشت.
• نبردهای داخلی: همچنین زمان خان در برخی درگیری‌های داخلی، که به دنبال تثبیت قدرت شاه تهماسب رخ داده بود، حضور داشت. پس از مرگ شاه اسماعیل اول و سلطنت شاه تهماسب، ایل‌های مختلف قزلباش در تلاش بودند تا کنترل مناطق مختلف ایران را در دست گیرند. زمان خان به عنوان یک فرمانده برجسته، به شاه تهماسب در حفظ نظم و آرامش داخلی ایران کمک کرد.
3. پشتیبانی از شاه تهماسب:
زمان خان بهارلو در حمایت از شاه تهماسب، علاوه بر موفقیت‌های نظامی، توانست بخش‌های بزرگی از نواحی فارس را برای صفوی‌ها تحت کنترل درآورد. این نواحی شامل شیراز و دیگر مناطق جنوبی ایران بود که از اهمیت اقتصادی و استراتژیک بالایی برخوردار بودند.
• زمان خان به عنوان رئیس ایل بهارلو، توانست قدرت و نفوذ خود را در منطقه فارس گسترش دهد و به شاه تهماسب در تثبیت سلطنت کمک کند.
4. حضور در دربار صفوی:
زمان خان بهارلو به قدری در دربار شاه تهماسب مهم بود که در برخی از اسناد رسمی آن زمان نام او به عنوان یک دستیار کلیدی و مشاور عالی ذکر شده است. در این دوره، بسیاری از سران ایل‌های قزلباش مانند زمان خان بهارلو نقش ویژه‌ای در مشاوره و تصمیم‌گیری‌های حکومتی داشتند.
5. وضعیت اجتماعی و اقتصادی زمان خان:
زمان خان بهارلو در دوره شاه تهماسب به عنوان یک رئیس ایل قزلباش، دارای املاک و زمین‌های وسیع در فارس و چهارمحال بختیاری و اصفهان نواحی اطراف آن بود. او توانست منابع مالی زیادی برای پیشبرد اهداف نظامی خود فراهم آورد، از جمله جمع‌آوری مالیات از مناطق تحت کنترل. همین امر باعث شد که قدرت و نفوذ او در این دوران به شدت افزایش یابد.
6. ارث و تأثیر نسل‌های بعدی:
بعد از مرگ زمان خان بهارلو، نسل‌های بعدی این ایل نیز به خدمت به دولت صفوی ادامه دادند. فرزندان و نوادگان او در دوره‌های بعد نیز در دربار صفوی، به ویژه در زمان سلطنت شاه عباس اول و شاهان بعدی ، نقش‌های مهمی ایفا کردند. تأثیر زمان خان و ایل بهارلو در تاریخ ایران و به ویژه در تاریخ شیراز و فارس و اصفهان تا مدت‌ها پس از او باقی ماند.
نوادگان زمان خان و ایل بهارلو در اطراف سامان و فریدن برای دوری از خطرات و تغییرات حکومتی سکنی گزیدند.

## مهاجرت به زاینده رود
حضور باهارلوها (یا بهارلوها) در منطقه سامان و فریدن اطراف آن احتمالاً به دلایل تاریخی و اجتماعی مرتبط با تحولات مختلف در ایران است. ساخت پل زمان خان توسط خان بهارلو در سامان و به تبع آن توسعه ارتباطات در این منطقه می‌تواند یکی از دلایل حضور آنها در این نواحی باشد، اما دلایل دیگری هم برای این حضور وجود دارد که به مرور زمان شکل گرفته است. در ادامه به چند دلیل مهم برای حضور ایل بهارلو در سامان و اطراف آن پرداخته می‌شود:
1. حمایت شاهان صفوی از ایل بهارلو:
ایل بهارلو یکی از ایل‌های بزرگ ترک‌زبان است که به ویژه در دوران شاه تهماسب و شاه عباس اول در مناطق مختلف ایران از جمله مناطق مرکزی و غربی ایران ساکن شدند. این ایل در دوران صفویه برای حمایت از دولت صفوی به مناطق مختلف فرستاده شدند و نقش مهمی در امنیت و توسعه این مناطق ایفا کردند.
یکی از مناطق مهمی که ایل بهارلو در آن سکونت پیدا کرد، نواحی اطراف سامان و رودخانه زاینده‌رود بود. این منطقه در مسیرهای تجاری مهم قرار داشت و برای دولت صفوی اهمیت ویژه‌ای داشت. بهارلوها به عنوان حامیان نظامی و پیشتازان جنگی به مناطقی همچون سامان گسیل شدند تا از مرزها و مسیرهای تجاری مهم حفاظت کنند.
2. موقعیت جغرافیایی و استراتژیک سامان:
منطقه سامان و اطراف آن به دلیل موقعیت جغرافیایی ویژه‌اش که در نزدیکی رودخانه زاینده‌رود و مسیرهای تجاری قرار دارد، از اهمیت خاصی برخوردار بود. این منطقه در دوران صفویه به عنوان یکی از مناطق حیاتی برای تبادل تجاری و امنیت مرزی محسوب می‌شد. ایل بهارلو که به عنوان گروهی نظامی و محافظ در دوره صفویه شناخته می‌شد، در این مناطق مستقر شدند تا هم از توسعه تجاری این مناطق حمایت کنند و هم امنیت مرزهای غربی ایران را تامین نمایند.
3. همکاری با دولت صفوی:
در دوران صفویه، بسیاری از ایل‌های ترک‌زبان همچون بهارلو به عنوان حامیان دولت صفوی شناخته می‌شدند. این ایل‌ها به ویژه در زمان شاه عباس اول که به تقویت و تحکیم قدرت مرکزی اهمیت می‌داد، در استان‌های مختلف ایران مستقر شدند. ایل بهارلو در این راستا به حمایت از دولت صفوی در مناطق مختلف پرداخت و به ویژه در منطقه اصفهان و اطراف آن حضور داشت.
4. ادغام در ساختار اجتماعی و اقتصادی منطقه:
ایل بهارلو علاوه بر نقش نظامی خود، به تدریج در ساختار اجتماعی و اقتصادی منطقه سامان نیز ادغام شد. این ایل‌ها نه تنها در دفاع از مرزها و سرزمین‌های ایران نقش ایفا می‌کردند بلکه در کشاورزی، صنعت و تجارت منطقه نیز مشارکت داشتند. حضور آنها در سامان و اطراف آن به افزایش تبادل فرهنگی و تجاری کمک کرد و این مناطق به تدریج به قطب‌های اقتصادی مهمی تبدیل شدند.
5. تاثیرات فرهنگی و سیاسی در منطقه:
حضور ایل بهارلو در سامان و سایر نواحی نزدیک به زاینده‌رود تأثیرات فرهنگی و سیاسی زیادی بر منطقه گذاشت. بهارلوها نه تنها در سیاست‌های داخلی و امور نظامی ایران نقش داشتند بلکه در توسعه فرهنگی و معماری نیز سهم بزرگی داشتند. نمونه‌ای از این آثار تاریخی، پل زمان خان است که توسط زمان خان بهارلو ساخته شد. این پل نمادی از قدرت سیاسی و مردم‌داری ایل بهارلو است که در آن دوران برای تحکیم قدرت صفوی‌ها در مناطق مرکزی ایران ساخته شد.

## ایل بهارلو در زمان قاجار
ایل بهارلو در فارس در سال ۱۲۷۵ قمری با سیاست خاندان قوام و حمایت فرهاد میرزا معتمدالدوله برای کم کردن قدرت قشقائیان به جمع ایلات خمسه فارس پیوست، اما بهارلوها با این سیاست و دسیسهٔ حکومت کنار نیامدند. درگیری‌ها با حکومت مرکزی و کشمکش با خاندان قوام سال‌های سال ادامه داشت. هم‌چنین بهارلویان در شورش عشایر فارس در سال‌های ۱۳۰۷ تا ۱۳۰۹ ش‌ه شرکت داشتند. به این ترتیب که در ۱۸۵۰ میلادی پنج محله نعمتی شیراز به ضدیت با خانواده حاج ابراهیم کلانتر که قدرت آن‌ها در پنج محله نعمتی نهفته بود برخاستند و با قشقایی‌ها متحد شدند. هم‌زمان بختیاری‌ها و بویر احمدی‌ها به خاطر درگیری‌های داخلی از مقابله با قشقایی‌ها بازماندند و می‌رفت که قشقایی‌ها قدرت برتر فارس شوند. قاجاریان که بیمناک شده بودند به پسر بزرگ حاج ابراهیم کلانتر، علی محمد خان عنوان قوام الملکی دادند و وی را حکمران فارس کردند و همچنین پنج ایل باصری، عرب، نفر، بهارلو و اینانلو را با عنوان خمسه متحد کردند و ایلخانی اش را به قوام دادند تا مقابل قشقایی‌ها بایستند.به همین خاطر بهارلوها در جنگ عشایر قشقایی فارس حضوری فعال داشتند.

## دین و زبان
بهارلوها؛ همانند اکثر ایلات ترک‌زبان ایران به زبان ترکی اوغوز سخن گفته، مسلمان و شیعه دوازده امامی و سنی حنفی می‌باشند.

## طوایف
ایل بهارلو دارای ۲۴ طایفه اسمی در فارس می‌باشد، به شرح زیر:
- موسی‌خانی (احمدلو - ابراهیم‌خانی - اسماعیل‌خانی - رسول‌خانی)
- باران‌لو (بارانی)
- جامه‌بزرگی (بویوک چابوت)
- کریم‌لو
- تلکه
- سلیمانی (سلیمان‌لو)
- جرغه (جرگه)
- جوقه
- حاجی تارلو (حاجی ترلو - حاجی طاهرلو - حاجی عطارلو)
- حیدرلو
- بور بور (بربر)
- سکز (سکیز - سقز - ساقیز)
- صفی‌خانی (صفی خانلو)
- عیسی بیگ‌لو
- کلاه‌پوستی (قابوق بورک)
- عمله (بکله)
- مشهدلو
- نظر بیگ‌لو
- قره
- اولاد
- امنه (عاشیق‌لر - شیخ‌لر)
- کریم شفیع‌لو
- خروس‌لو
- چهارده‌چریک (اون‌دورد چیریک)
- کاید